# Barranc d'Algendar
El barranc d'Algendar o Aljandar és l'accident més important de l'altiplà miocènic del sud menorquí. Situat a deu quilòmetres de la desembocadura del riu de la cala Galdana, constitueix de manera natural el límit entre els termes municipals de Ferreries i Ciutadella. El seu territori és una reserva natural de gran valor ecològic, amb alguns endemismes propis. Ha estat conreat des de molt antic com a zona d'hortals i conté diverses coves naturals (cova des Càrritx, cova Vermella, etc.). S'hi situen nombroses llegendes de tradició oral.
La fondalada està travessada per un rierol (el riu d'Aljandar) d'aigua fresca i cristal·lina, i recull les aigües pluvials dels vessants confinants. Conté penya-segats amb una alçada de vuitanta metres. És de terra molt fèrtil, i encara avui s'hi observen signes de la cultura agrònoma àrab, com per exemple aljubs i canalitzacions per a regadiu. A les coves hom ha trobat recentment restes arqueològiques.

## Flora i fauna

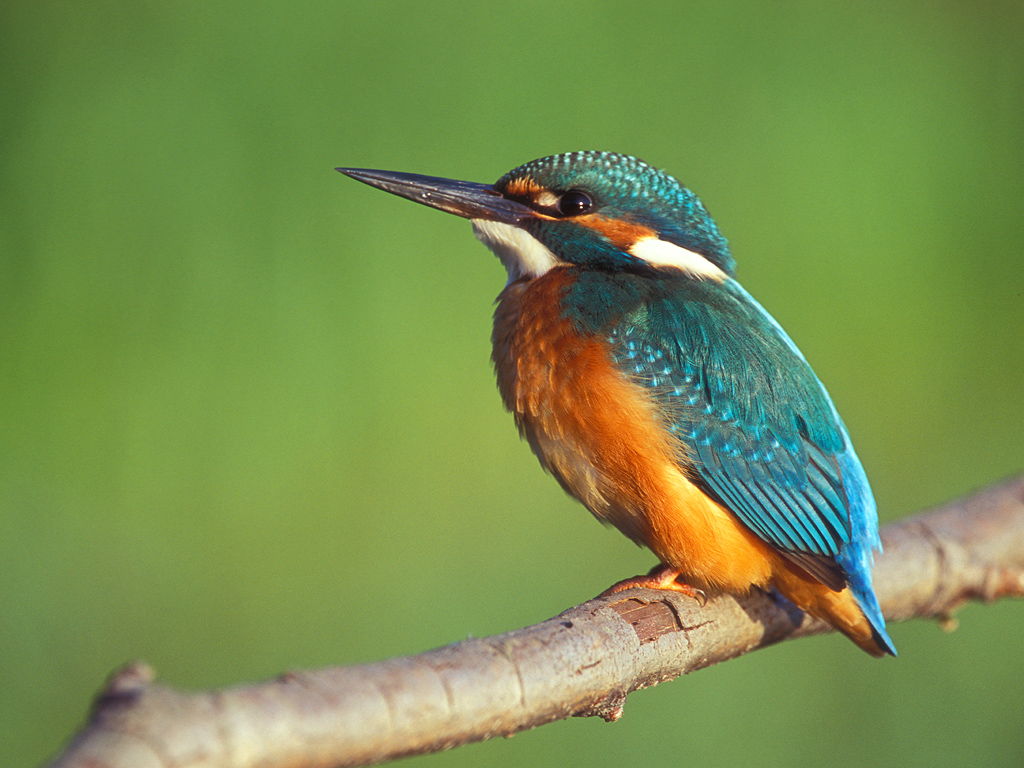
El blauet és un dels ocells que habiten aquest barranc.

Entre les espècies vegetals que hi trobem hi ha el pi blanc, la savina, l'alzina, el garballó, càrritx, matapoll, gavarrera, esparreguera (Asparagus albus i Asparagus stipularis), vidalba, gatassa, veça vermella, herba d'orenetes, violer bord, herba de Sant Joan, herba centaura (espècie endèmica de Menorca), consolda menor, menta d'aigua (espècie endèmica de Menorca), panconia de penyal (espècie endèmica de Menorca i Mallorca), lliri de sant Pere o lliri bord, assa, mosques grogues, linària fràgil (espècie endèmica de Menorca) i la farigola. També hi ha bolets, d'entre els que es poden destacar l'esclatasang (Lactarius deliciosus i Lactarius sanguifluus) i la cama de perdiu, tots tres comestibles i que es troben als pinars.
Hi viuen mamífers; com la marta i el mustel; calàpets, tortugues i tortugues d'aigua, a més d'un gran nombre d'ocells (blauet, milà reial, trencapinyons, etc.) i d'insectes (banyarriquer, escarabat menorquí, libèl·lula, etc.).

## Cultura popular
La literatura popular ha creat nombroses llegendes i mites: Sa novia d'Algendar és sens dubte la més coneguda. Narra les peripècies d'una jove pagesa que una nit de lluna plena és raptada per un moro que se n'havia enamorat. La novia d'Aljandar és una coneguda cançó popular menorquina. La tradició popular rememora que en aquests paratges van existir els jardins de l'almogàver de Santa Àgueda en temps de la dominació musulmana.